# Brunnsberg
Brunnsberg è un'area urbana della Svezia situata nel comune di Älvdalen, contea di Dalarna.
La popolazione rilevata nel censimento 2010 era di 222 abitanti .